# The Cry Baby Killer
The Cry Baby Killer este un film american din 1958 produs de Roger Corman. Este creat în genurile film noir, polițist, thriller. Rolurile principale au fost interpretate de actorii Harry Lauter, Jack Nicholson și Carolyn Mitchell. Filmul marchează debutul actoricesc al lui Nicholson. Scenariul este scris de Leo Gordon și Melvin Levy.

## Prezentare
Delincventul minor de șaptesprezece ani, Jimmy Wallace (Jack Nicholson) intră în panică după ce crede că a omorât pe cineva în timp ce se lupta cu câțiva adolescenți. Wallace ia apoi mai mulți oameni ostatici, printre care un mic copil și îi amenință cu moartea dacă încearcă să scape. Între timp, poliția l-a înconjurat pe Wallace și se pregătește să salveze ostaticii.

## Distribuție
- Harry Lauter - locotenentul de poliție Porter
- Jack Nicholson - Jimmy Wallace
- Carolyn Mitchell - Carole Fields
- Brett Halsey - Manny Cole
- Lynn Cartwright - Julie
- Barbara Knudson - Mrs. Maxton
- William A. Forester - Carl Maxton
- John Shay - ofițerul de poliție Gannon
- Ralph Reed - Joey
- Bill Erwin - Mr. Wallace
- Ed Nelson - Rick Connor
- Smoki Whitfield - Sam

## Producție
Corman a susținut mai târziu că The Cry Baby Killer a fost primul film pe care l-a produs și care nu a produs profit,  deși a spus că a recuperat costurile sale de producție pe baza drepturilor de televizare.  De asemenea, a afirmat că era plecat din țară în timpul pre-producției și o mare parte a scenariului a fost schimbată de producătorul filmului. Corman s-a întors la Hollywood cu două zile înainte să înceapă filmările și a încercat să anuleze schimbările producătorului, dar a reușit doar parțial să facă acest lucru.

## Lansare și primire
Este distribuit de Allied Artists Pictures Corporation.  A avut premiera la 17 august 1958. 
Până recent, filmul era greu de găsit, dar în 2006 a fost lansat pentru prima oară pe DVD de către Buena Vista Home Entertainment ca parte a seriei de filme clasice a lui Roger Corman.